# Itoshii hito yo Good Night...
Itoshii hito yo Good Night... (jap. 愛しい人よGood Night...) – siódmy singel japońskiego zespołu B’z, wydany 24 października 1990 roku. Osiągnął 1 pozycję w rankingu Oricon i pozostał na liście przez 23 tygodnie, sprzedał się w nakładzie 354 623 egzemplarzy. Singel zdobył status platynowej płyty. Został wydany ponownie 26 marca 2003 roku. Utwór tytułowy został wykorzystany w zakończeniach TV dramy Daihyō torishimariyaku deka (jap. 代表取締役刑事) stacji TV Asahi.

## Lista utworów
| Nr | Tytuł                                                          | Czas |
| -- | -------------------------------------------------------------- | ---- |
| 1. | „Itoshii hito yo Good Night...” (jap. 愛しい人よGood Night...) | 6:13 |
| 2. | „GUITAR KIDS RHAPSODY CAMDEN LOCK STYLE”                       | 5:27 |

## Muzycy
- Tak Matsumoto: gitara, kompozycja i aranżacja utworów
- Kōshi Inaba: wokal, teksty utworów
- Jun Aoyama: perkusja
- Masao Akashi: aranżacja
- B+U+M
- Jason Kosaro: miksowanie (#1)
- Masayuki Nomura: miksowanie (#2)

## Notowania
| Lista                                  | Pozycja |
| -------------------------------------- | ------- |
| Oricon Weekly Singles Chart            | 1       |
| Oricon Monthly Singles Chart           | 1       |
| Oricon Yearly Singles Chart (rok 1990) | 62      |